# Carinaro
Carinaro ist eine italienische Gemeinde (comune) in der Provinz Caserta in Kampanien. Die Gemeinde liegt etwa 14 Kilometer südwestlich von Caserta und etwa 15,5 Kilometer nordnordwestlich von Neapel. 

## Verkehr
Durch die Gemeinde führt die Staatsstraße 7 bis sowie die Bahnstrecken von Caserta nach Neapel und von Rom nach Neapel. Der nächste Bahnhof befindet sich in der Nachbargemeinde Aversa.